# Капитан-поручик
Капитан-поручик — военный чин X класса (VIII класса в гвардии) по Табели о рангах в XVIII веке в России, в 1798 году переименован в чин штабс-капитан.
Чин соответствует нынешнему капитану; по должности — заместитель командира роты.
Военно-морской чин IX класса до 1764 года, VIII класса в 1764—1798 годах, в 1798 году чин переименован в капитан-лейтенанта.
Капитан-поручиком в Лейб-кампании был генерал-фельдцейхмейстер принц Людвиг Вильгельм Гессен-Гомбургский.